# South Park: Chef's Luv Shack
 (octobre 2019).
Si vous disposez d'ouvrages ou d'articles de référence ou si vous connaissez des sites web de qualité traitant du thème abordé ici, merci de compléter l'article en donnant les références utiles à sa vérifiabilité et en les liant à la section « Notes et références ».
South Park: Chef's Luv Shack est un jeu vidéo party game sorti en 1999 sur Dreamcast, Nintendo 64, PlayStation et Windows. Le jeu a été développé et édité par Acclaim.
Le jeu s'inspire de l'univers de la série d'animation South Park.

## Système de jeu
South Park : Chef's Luv Shack est un party game où Chef pose des questions sur la série. Il y a environ 600 question différentes. Celui qui répond correctement a le droit de choisir un mini-jeu où s'affrontent les 4 héros de la série. Le jeu se déroule comme dans la série, à South Park, une petite bourgade enneigée du Colorado.
Le jeu ne fut pas considéré comme étant digne de la série compte tenu de ses graphismes, certes respectant le style du dessin animé, mais peu développés.